# 太原站 (越南)
太原站（越南语：／*/?）是越南的鐵路車站，位於太原市的市中心。